# Brad Wright
Brad Wright er en canadisk manuskriptforfatter, producer og instruktør, kendt som medskaberen af science fiction-serier som Stargate SG-1, Stargate Atlantis og Stargate Universe.